# Arida-gawa
Le fleuve Arida (有田川, Arida-gawa) est un cours d'eau du Japon situé dans la préfecture de Wakayama au Japon. Il prend sa source au mont Kōya et, s'écoulant d'est en ouest, termine son parcours dans le canal de Kii.

## Géographie

### Situation
Long de 94 km,, le fleuve Arida s'écoule dans le Nord de la préfecture de Wakayama, sur l'île de Honshū, au Japon. Il prend sa source sur les pentes du mont Kōya (versant sud du mont Yōryū 1 900 m),,. Son parcours traverse le bourg de Kōya, du nord-ouest au sud-ouest, le Sud de Katsuragi, puis Aridagawa d'est en ouest. Il se termine à Arida, ville que divise, d'est en ouest, le fleuve Arida avant d'atteindre son embouchure dans le Canal de Kii,.
Le bassin versant du fleuve Arida s'étend sur 468 km2, d'est en ouest, dans le Nord de la préfecture de Wakayama, jusqu'à la limite sud-ouest de la préfecture de Nara,.

### Affluents
Tout au long de son parcours du mont Kōya jusqu'au canal de Kii, le cours principal du fleuve Arida est alimenté par 37 affluents dont les principaux sont : les rivières Murokawadani, Yukawa, Yomura, Juri, et, en rive droite, la rivière Hayatsukidani,,.

## Catastrophes naturelles
Le bassin versant du fleuve Arida est réputé être une zone géographique subissant de fréquentes inondations. Les débordements les plus importants du fleuve Arida remontent à 1889, 1948 et 1953.

### Inondations de 1953
En juillet 1953, une crue du fleuve Arida engendre des inondations qui provoquent l'endommagement de 8 600 habitations et dévastent 80 % des terres arables réparties le long du cours d'eau. Durant la catastrophe, 1 046 personnes sont mortes ou portées disparues et 7 600 autres sont blessés,.

## Barrage
En 2018, le bassin versant du fleuve comprend un unique barrage : le barrage futagawa (ja),. La construction de ce barrage poids a débuté en 1963 et s'est achevée en mars 1967. Mis en place après la catastrophe de 1953 pour contrôler les crues du fleuve Arida, il sert aussi à la production d'énergie hydroélectrique. Situé dans le Nord du bourg d'Aridagawa (cours moyen de l'Arida-gawa), il maintient le niveau d'eau d'un lac artificiel (0,86 km2, jusqu'à 30 100 000 m3 d'eau) créé en amont, au pied du versant nord du mont Karasutomari (619 m). L'ouvrage d'art est une structure en béton de 222,8 m de haut et 67,4 m de large. Il occupe un volume de 209,25 m3.
Un millier de cerisiers Yoshino fleurissent au printemps, le long des rives du lac de barrage Futagawa.